# Acacio de Beroea
Acacio fue un religioso cristiano, obispo de Beroea, actual Alepo. (Siria, 322 - † 432).
Cuando aún era muy joven se hizo monje en la famosa comunidad de solitarios, presidida por Asterio, en un lugar cerca de Antioquía. Cuando Eusebio de Samosata volvió del exilio a la muerte de Valente en el año 378, lo nombró Obispo de Beroea. Luego encontramos a Acacio en Roma, aparentemente como enviado de Meletius y de los Padres del Sínodo de Antioquía, cuando se plantearon ante el papa Dámaso los temas relacionados con la herejía de Apolinario. Mientras llevaba a cabo esta difícil embajada, asistió a la reunión de prelados convocados para decidir sobre los errores de Apolinario, y suscribió la profesión de fe en las Dos Naturalezas.
Poco después lo encontramos en Constantinopla donde había llegado para participar en el segundo Concilio General reunido en el año 381 para reafirmar las definiciones de Nicea, y rebatir los errores de los Macedonios o Pneumatómanos.
Melecio de Antioquía murió ese mismo año, y Acacio participó en la consagración  de Flaviano, que fue una violación explícita del convenio entre Paulino y Meletius y tendía a mantener en el poder al partido Eustaquiano. El papa Dámaso se negó a mantener la comunión con Acacio y sus partidarios. Esta excomunión de Roma duró diez u once años, hasta que el Concilio de Capua lo readmitió en la unidad en el año 391 o 392 (Labbe, Conc., II, 1072).
En el año 398, se le encargó a Acacio, que tenía ahora setenta y seis años, otra delicada misión de la Iglesia Católica. Fue elegido por Isidoro de Alejandría para llevar al papa Siricio la noticia de la elección de San Juan Crisóstomo a la sede de Constantinopla. 
Acacio fue siempre un declarado rigorista en su conducta y disfrutó de gran reputación por su piedad.
Acacio pasó los últimos años de su vida tratando, con edificante incoherencia, de echar el agua de su caridad sobre las cenizas encendidas de los feudos que el nestorianismo había dejado en su tren. Sus cartas a Cirilo y al papa Celestino I son curiosas de leer dentro de este cuadro; y le corresponde el honor de haber inspirado a San Epifanio para escribir su "Historia de las Herejías". Murió a la edad de ciento diez años.